# Золота Роза (Дніпро)
Золота Роза, Золота Троянда — синагога у Дніпрі, була побудована у 1852 році, реконструйована у 2000 році.
Розташована біля Успенської площі, на вулиці Шолом-Алейхема, 4 (колишня Єврейська вулиця). 
Синагога (з грецької мови — зібрання, місце зібрання)  — молитовний будинок віруючих-іудеїв.

## Назва
20 вересня 2000 року була урочисто відкрита відреставрована хоральна синагога, яка отримала назву «Золота Троянда».

## Історія
Початковий етап існування синагоги невідомий. За даними «Екатеринославского юбилейного листа» (1887) на місці кам'яної синагоги був єдиний дерев'яний молитовний будинок. Будинок було побудовано приблизно у 1800 році, згорів він у 1833 році. Богослужіння в будинку відбувалось за німецьким ритуалом (ашкеназ), але була і маленька школа в якій молились за іспанським ритуалом (сефард). Після пожежі місце залишалось порожнім до 1837 року, члени громади викупили сміжну дільницю землі за 10 тисяч рублів асигнаціями для будівництва більш великої та зручної будівлі.
У 1837 році після дозволу новоросійського генерал-губернатора князя Михайла Воронцова почалось будівництво кам'яної споруди. Ініціатором та головним жертводавцем був місцевий багатій Л. М. Кранцфельд. Було закладено фундамент та частину першого поверху, будівництво було зупинено у зв'язку з недостатньою кількістю грошей.
У 1841—1843 роках до головної будівлі синагоги було добудовано окремий кам'яний двоповерховий молитовний будинок. До 1845 року будівництво головної будівлі було завершено, синагога мала дерев'яний купол.
За даними місцевих дослідників будівництво було закінчено у 1852 році, ця дата довгий час зберігалась на фасаді синагоги. У 1860-х роках було покращено інтер'єр будівлі — розписано купол, влаштовані чавунні сходи до верхніх жіночих приміщень.
Великий будинок синагоги мав прямокутну форму, був побудований в класичному стилі з мавританськими елементами. Фасад був прикрашений чотириколонним портиком коринфського ордену та двома декоративними баштами, над центром височив масивний купол. Внутрішнє планування синагоги повністю відповідало юдейському обряду. У центральній частині біля східної стіни розташовувалась велика «Свята шафа», в якій зберігалась Тора. В центрі молитовної зали була люстра, яку пожертвував катеринославський предводитель шляхти генерал Петро Струков.
Синагога була закрита у 1929 році на вимогу окружної ради Спілки безбожників, як така, що веде реакційну боротьбу та розповсюджує забобони. 8 лютого 1929 року з'явилось рішення Президіуму окружного виконкому про закриття Собору святого Миколая (зараз Дніпровський будинок органної і камерної музики) та Хоральної синагоги:
|  | З пропозиціями міськради та т-ва «Безвірник» про закриття на підставі виявленого бажання широких кіл трудящих м. Дніпропетровська кол.Брянської церкви та Хоральної синагоги разом з 2-й двоповерховою прибудівлею погодитись |

22 березня 1929 року рішенням окружного виконкому синагога була передана союзу швачок для організації робочого клуба. До 1980х років приміщення було будинком культури. У 1980—1990х роках — використовувалось як сховище швейної фабрики ім. М. М. Володарського (зараз фірма «Мрія»).У 1999 році за проектом архітектора О.Т. Дольника розпочалася реконструкція . До вересня 2000 року реконструкцію було закінчено. Інтер'єр будівлі було змінено: повністю було змінено інтер'єр молитовного залу, на фасаді під портиком знищили балкон, портик змінив пропорції, був збільшений фронтон, розібрали купол та башти, цеглинами було закрито багато вікон, було прибудовано сценічну коробку. На фронтоні з'явилось зображення серпу та молоту. Ззовні будинок не зазнав істотних змін, інтер'єр набув зовсім іншого вигляду. Застосування мармуру та інших сучасних матеріалів для оздоблення стін і підлоги, східна стіна зали у формі п'яти арочних уступів з чорно-білими смугами, гілка золотої рози над входом у фоє до зали. У залі і на хорах зручні крісла: внизу для чоловіків, на горі, як і в минулі часи, -для жінок.

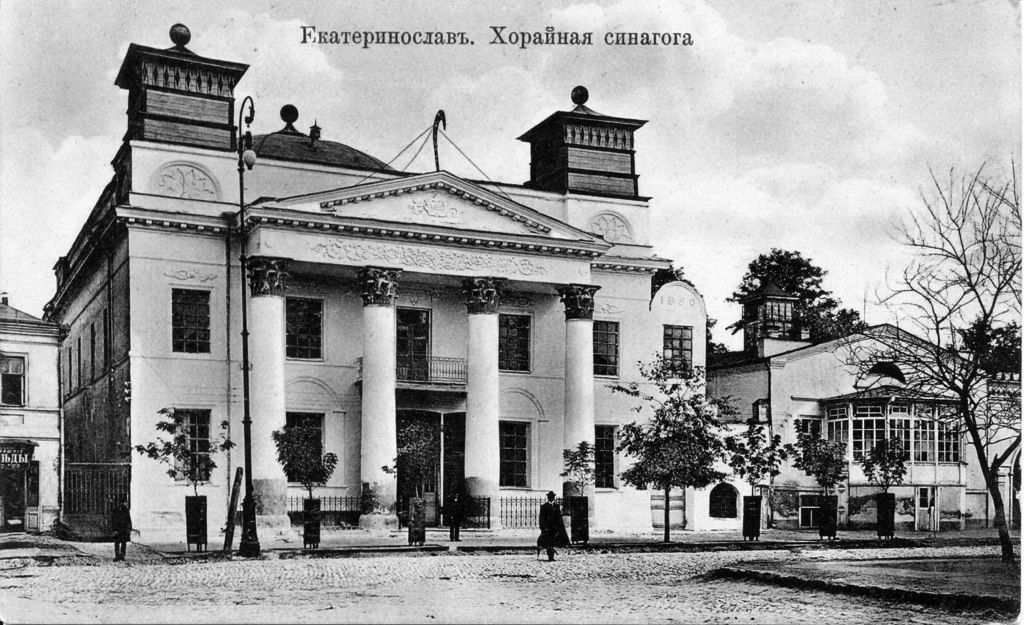
Хоральна синагога
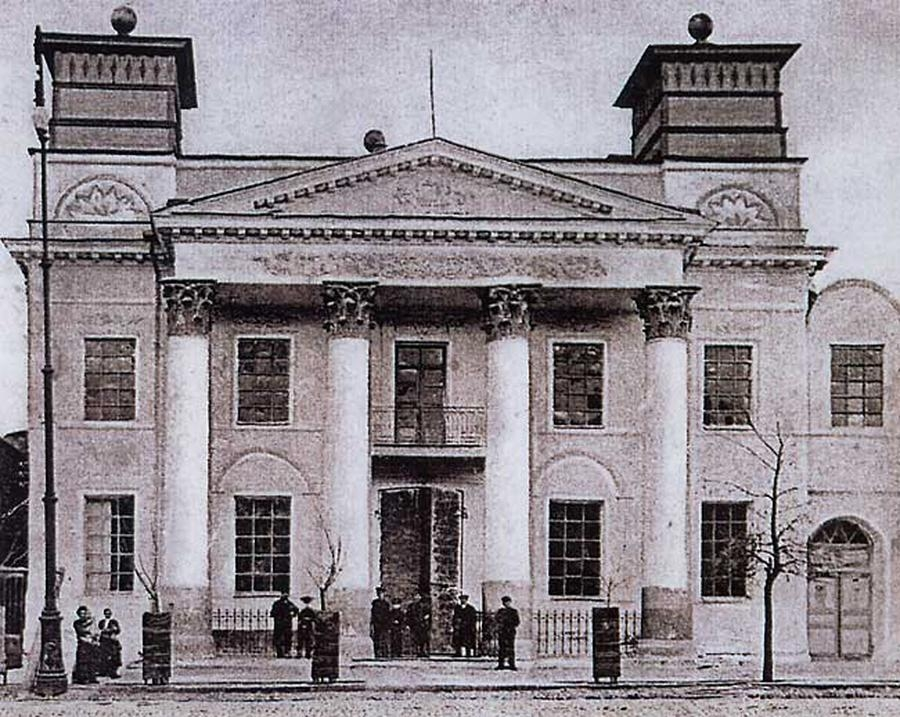
Синагога, 1900.
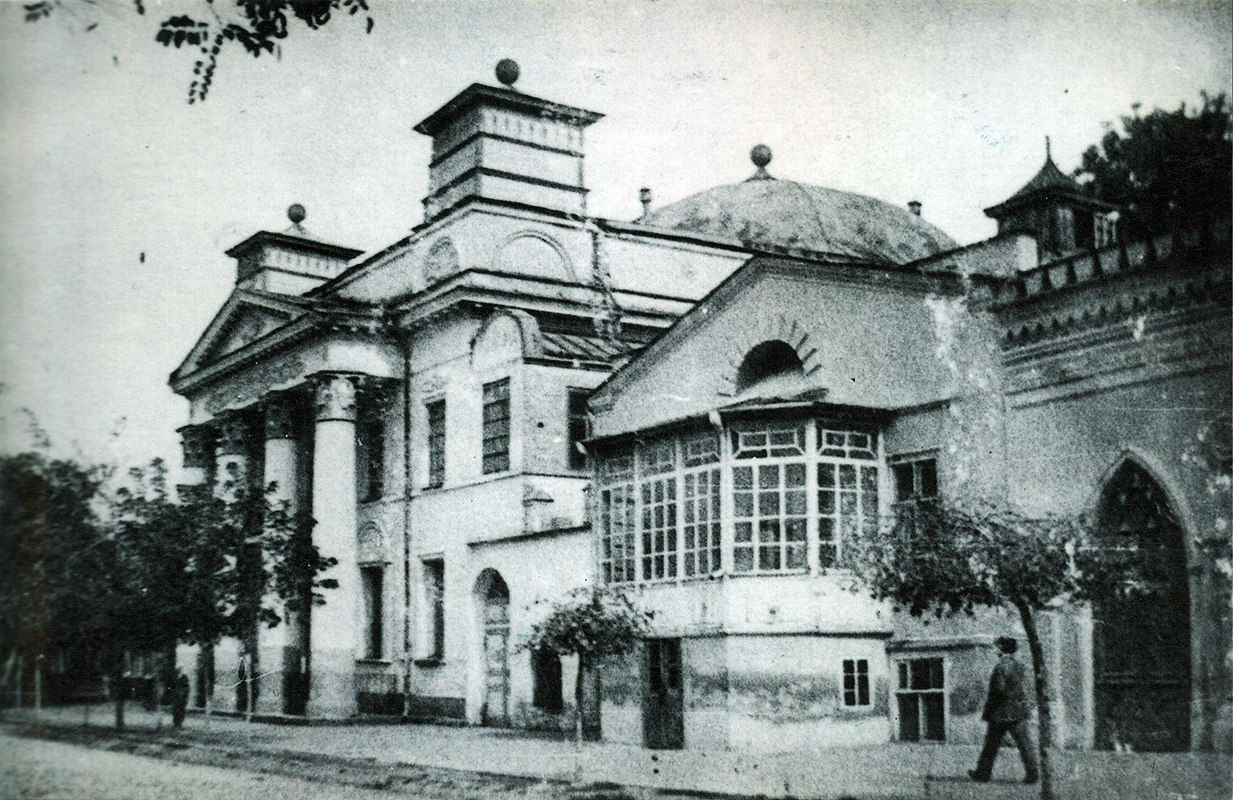
Хоральна синагога

З 1987 до 1996 року юдейська громада вела боротьбу за повернення Хоральної синагоги. 4 роки тривав капітальний ремонт та реконструкція. Автором проєкту реконструкції став Олександр Теодорович Дольник фірма «DOLNIK & Co». У березні 1994 р. — обласна державна адміністрація ухвалила рішення про повернення будинку хоральної синагоги її господарю по праву.
Під час реконструкції у 1999 році сценічна коробка була перенесена на чотири поверхи і поєднана з чотирьохповерховою прибудовою. 20 вересня 2000 року відбулось урочисте відкриття Хоральної синагоги, на якому були присутні Анна Азарі, Генадій Боголюбов та ін. На міжнародному архітектурному фестивалі «Зодчество 2001» в Москві робота О.Дольника отримала Золотий диплом. Будівля відреставрована у вигляді, максимально наближеному до первісного, згідно фотографій початку XX сторіччя. Головна зала розрахована на 450 осіб. Фоє прикрашають роботи Франка Майзлера (Ізраїль).

## Сьогодення
На сьогодні «Золота Троянда» — це культурний комплекс, що містить громадський центр, музейно-історичний комплекс, бібліотеку, благодійні заклади тощо.
2002 року Dolnik&Co завершила проєкт музею «Холокост». Будівля музею примикає до синагоги, щоб запобігти впливу на фундамент синагоги фундамент музею вирішено збудувати на суцільній плиті. У жовтні 2012 року музей було відкрито.
У липні 2010 року синагога була зачинена на ремонт.